# Sult
Sult è una frazione del comune di Gramsh in Albania (prefettura di Elbasan).
Fino alla riforma amministrativa del 2015 era comune autonomo, dopo la riforma è stato accorpato, insieme agli ex-comuni di Kukur, Kushovë, Kodovjat, Lenie, Pishaj, Poroçan, Skënderbegas e Tunjë a costituire la municipalità di Gramsh.

## Località
Il comune era formato dall'insieme delle seguenti località:
- Sult
- Mazrek
- Dushk
- Kukucove
- Kuterqar
- Koder Zgjupe
- Zgjup Fushe
- Dufshan
- Greka